# Betta strohi
Betta strohi är en fiskart som beskrevs av Johann Gottlieb Schaller och Kottelat, 1989. Betta strohi ingår i släktet Betta och familjen Osphronemidae. Inga underarter finns listade.